# Дворец Тринчи
Дворец Тринчи (итал. Palazzo Trinci) — бывшая патрицианская резиденция в центре Фолиньо, центральная Италия. Памятник истории и архитектуры. Ныне во дворце размещаются археологический музей, городская картинная галерея, мультимедийный музей турниров и поединков и Городской музей.

## История
Дворец был резиденцией семьи Тринчи, которая правила городом с 1305 по 1439 год. Построен между 1389 и 1407 годами (что подтверждается архивными документами) поверх средневекового здания Уголино III Тринчи. Адаптированная римская погребальная стела указывает дату 1407 год, что может быть фактическим годом начала строительства. Дворец был завершён в 1411 году.
После смерти Коррадо III Тринчи, итальянского кондотьера, последнего синьора Фолиньо в 1441 году дворец стал резиденцией приора (Priori del Popolo), правителя города, и папского правительства Фолиньо. С этого момента здание начало медленно приходить в упадок. Юго-западная часть здания использовалась как тюрьма с 1578 года. Лестница во дворе была восстановлена в 1679 году, но затем снесена в 1781 году. В начале XVIII века часть юго-западного здания была переоборудована в небольшой театр.
Здание пострадало от землетрясений 1831—1832 годов, незначительно пострадало от бомбардировки Фолиньо в 1944 году и землетрясения 1985 года.

## Архитектура и фрески
Неоклассический фасад дворца датируется 1842—1847 годами. Он был построен Винченцо Витали по проекту Одоардо Поджи, изменён Сиджизмондо Ферретти.
Внутренний двор с аркадой частично сохранился от ранней постройки. Крутая готическая лестница (Scala Gotica) была построена над тремя романскими крестовыми сводами между 1390 и 1400 годами, когда дворец всё ещё принадлежал богатому торговцу Джованни Чиккарелли. Стены лестницы и окружающие её стены монастыря изначально были покрыты фресками, которые теперь почти полностью утрачены. Лестница, снесённая в 1781 году, была перестроена Чезаре Баццани в 1927 году.
Все фрески во дворце, за исключением фресок капеллы, были заказаны Уголино III Тринчи, который умер в 1415 году. Их выполнение началось, вероятно, в 1407 году. Концепция фресок, вероятно, принадлежала Франческо Федерико Фрецци, епископу Фолиньо и автору «Quadriregio», поэмы о четырёх королевствах: Любви, Сатане, Пороках и Добродетелях. Некоторые из этих фресок были написаны между 1411 и 1412 годами Джентиле да Фабриано при содействии Якопо Беллини. Рисунки сделал Джентиле, но роспись почти полностью была выполнена учениками. Некоторые из фресок во дворце, изображающие светские сюжеты, приписываются Джованни ди Коррадуччо.
Лоджия украшена фресками неизвестного художника, раскрывающими легенду об основании Рима. Эти фрески упоминаются в документах, датируемых 1405 годом. На них изображены: Весталка Рея Сильвия, которая отдаётся любви бога Марса; Рождение Ромула и Рема; Фаустул приводит близнецов к своей жене Акке Ларентии; Рея Сильвия, осада Альбы-Лонги, близнецы и царь Амулий. Каждый эпизод поясняется ниже стихами на итальянском языке. С помощью этих фресок семья Тринчи пыталась предоставить приемлемую родословную своих предков от основателей Рима.
Маленькая капелла полностью украшена фресками Оттавиано Нелли, описывающими в шестнадцати сценах жизнь Девы Марии: Анна и Иоаким в храме, благовещение Иоакиму и Анне, встреча у Золотых ворот, рождение Марии, брак с Иосифом, Благовещение, Рождество, Поклонение волхвов, представление Иисуса в храме, объявление о смерти Марии, прибытие апостолов, смерть Марии, похороны и Вознесение Девы Марии (1421—1424). Фреска «Распятие» над алтарём также изображает архиепископа Иакова Ворагинского с книгой «Золотая легенда» в руке. Фрески были заказаны Коррадо III Тринчи, который возобновил политику своего отца как покровителя искусств. Фрески представляют собой редкий пример, который демонстрирует одновременно религиозную и светскую иконографию.
«Зал свободных искусств и планет» (или зал звезд) получил свое название потому, что его фрески представляют свободные искусства: тривиум (грамматика, риторика, философия) и квадривиум (музыка, геометрия, астрономия и арифметика), и планеты: (Луна, Марс, Меркурий, Юпитер, Венера, Сатурн и Солнце — последние две отсутствуют). Другая сторона комнаты показывает различные возрасты человека (младенчество, детство, юность, юность, зрелость, ухудшение, старость, дряхлость) и часы дня. Прежнее название комнаты было «Палата розы», вероятно, из-за присутствия роз, эмблемы семьи Тринчи. Иконографически зал представляет лучшее из средневековой культуры. Семь возрастов человека, каждый из которых находится под влиянием своей планеты. Влияние семи планет проявляется поочерёдно в определённое время суток, поскольку человек в каждом возрасте изучает свой предмет. Изображение планетной системы не соответствует фактическому положению планет на небесах, а следует хронологической тенденции, которая связана с днями недели.
Фрески в «Зале императоров», или «Зале гигантов», представляют героев и императоров Древнего Рима, одетых в роскошные одежды эпохи Возрождения. Практика украшения стен дворца серией портретов знаменитых людей была широко известна в Средние века и продолжалась вплоть до XVI века. Такие картины были призваны подчеркнуть славу и значимость владельца дворца. Эти фрески, выполненные в стиле поздней готики, упоминаются в документе, датированном 1417 годом. На них изображены Ромул, Юлий Цезарь (утрачен), император Август, Тиберий, Луций Фурий Камилл, Гай Фабриций Лускин, Манус Курий Дентатус, Тит Манлий Торкват, Цинциннат, Марк Марцелл, Сципион Африканский, Муций Сцевола, Катон Младший, Гай Марий, Публий Деций, Нерон, Фабий Максим, Калигула, Помпей и Траян (три последних портрета не сохранились). Каждый портрет сопровождён латинской эпиграммой. Все, кроме Калигулы, являются положительными примерами. В этих фресках очевидно сходство с манерой живописи Оттавиано Нелли.
В данном случае идея исторических портретов принадлежит гуманисту Франческо да Фиано (около 1350—1421), который был вдохновлён образцом древних биографий знаменитых людей (De viris illustribus) Петрарки, использованных в декоре (позднее утраченном) большого зала дворца Каррары (Loggia dei Carraresi) в Падуе. В этой комнате также выставлены некоторые археологические артефакты, в частности, мраморная плита с изображением гонки квадриг в Большом цирке в Риме.
Зал Сикста IV изначально был просторным открытым помещением без крыши. В 1476 году папа Сикст IV некоторое время останавливался в этом дворце, пока Рим был охвачен чумой. Эмблема понтифика все ещё видна на деревянном потолке этого зала и Зала императоров. Зал Сикста IV был переоборудован во время правления папы Павла III Фарнезе (1535—1546), скорее всего, художником Латтанцио Пагани и его помощником Доно Дони.
Стены коридора, соединяющего дворец с собором Сан-Фелициано, расписаны фресками с изображением героев античных времен (Ciclo dei Prodi). Эти фрески представляют героев римских времён (Ромул, Сципион Африканский) и девять героев французской средневековой традиции, Девять Достойных. Они взяты из еврейской истории (Иисус Навин, царь Давид и Иуда Маккавей), языческой истории (Гектор (утерян), Юлий Цезарь, Александр Македонский) и христианской истории (король Артур, Карл Великий и Готфрид Бульонский, последние два утеряны).

## Галерея

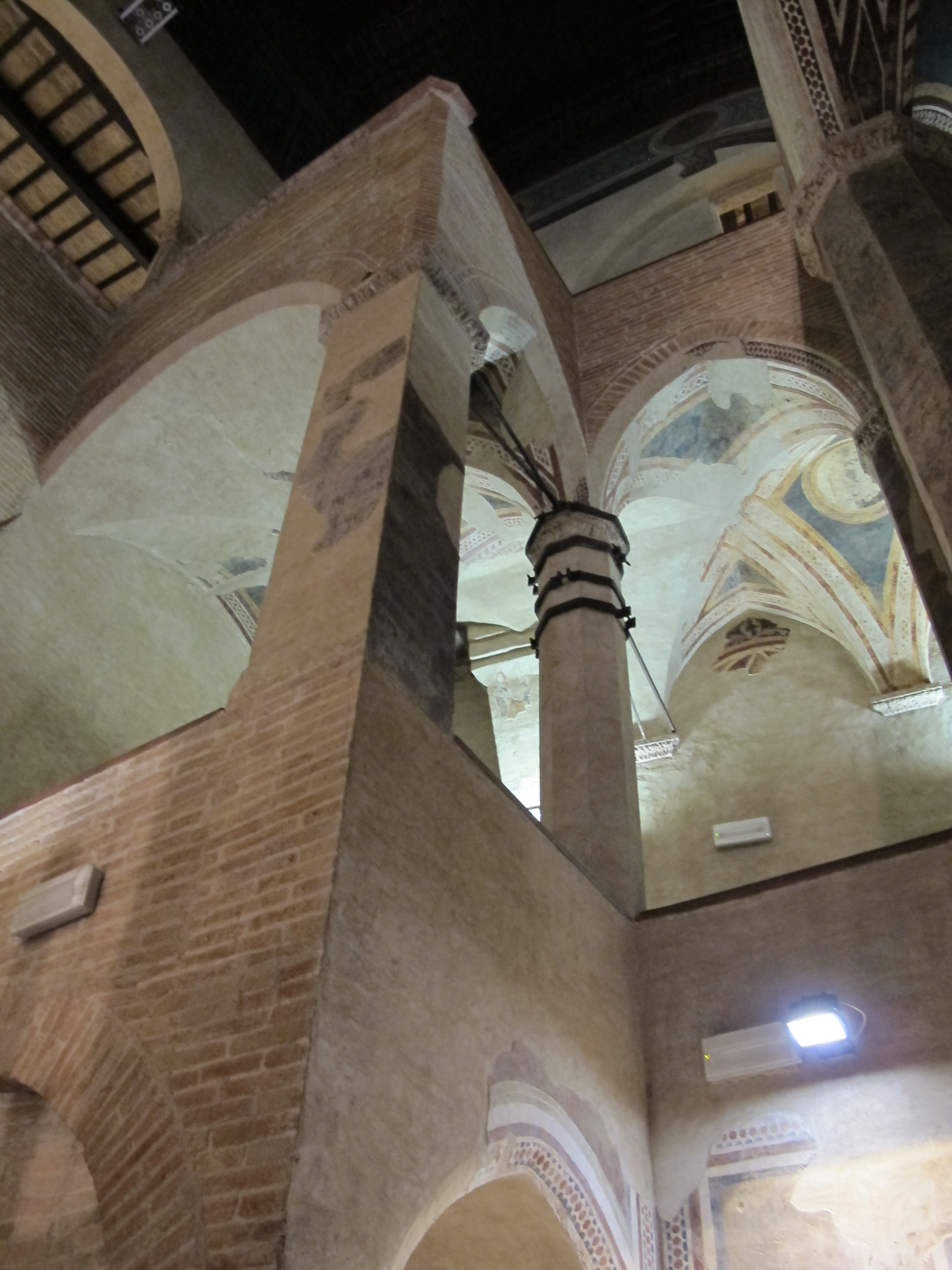
Лестница дворца
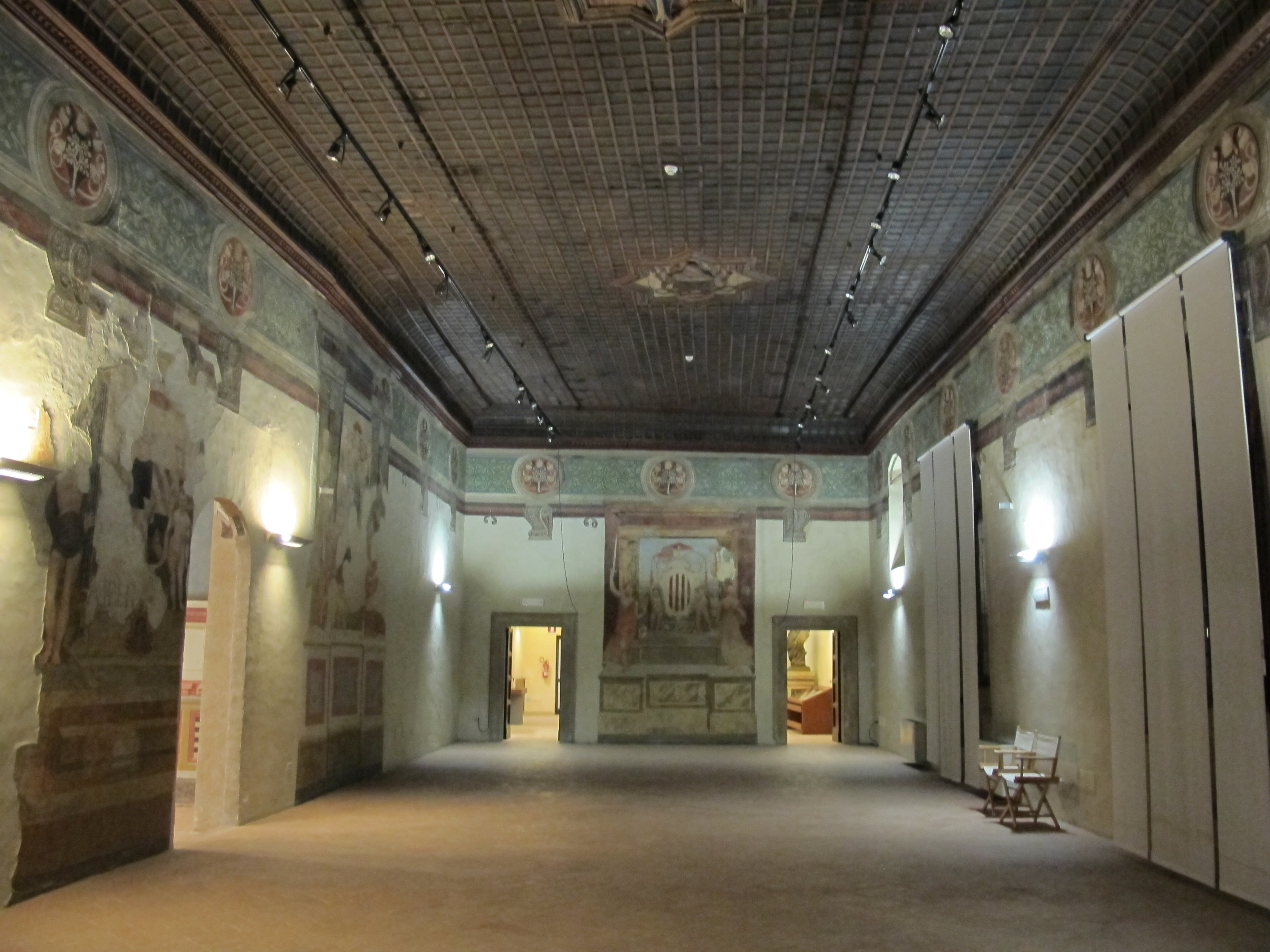
Зал Сикста IV
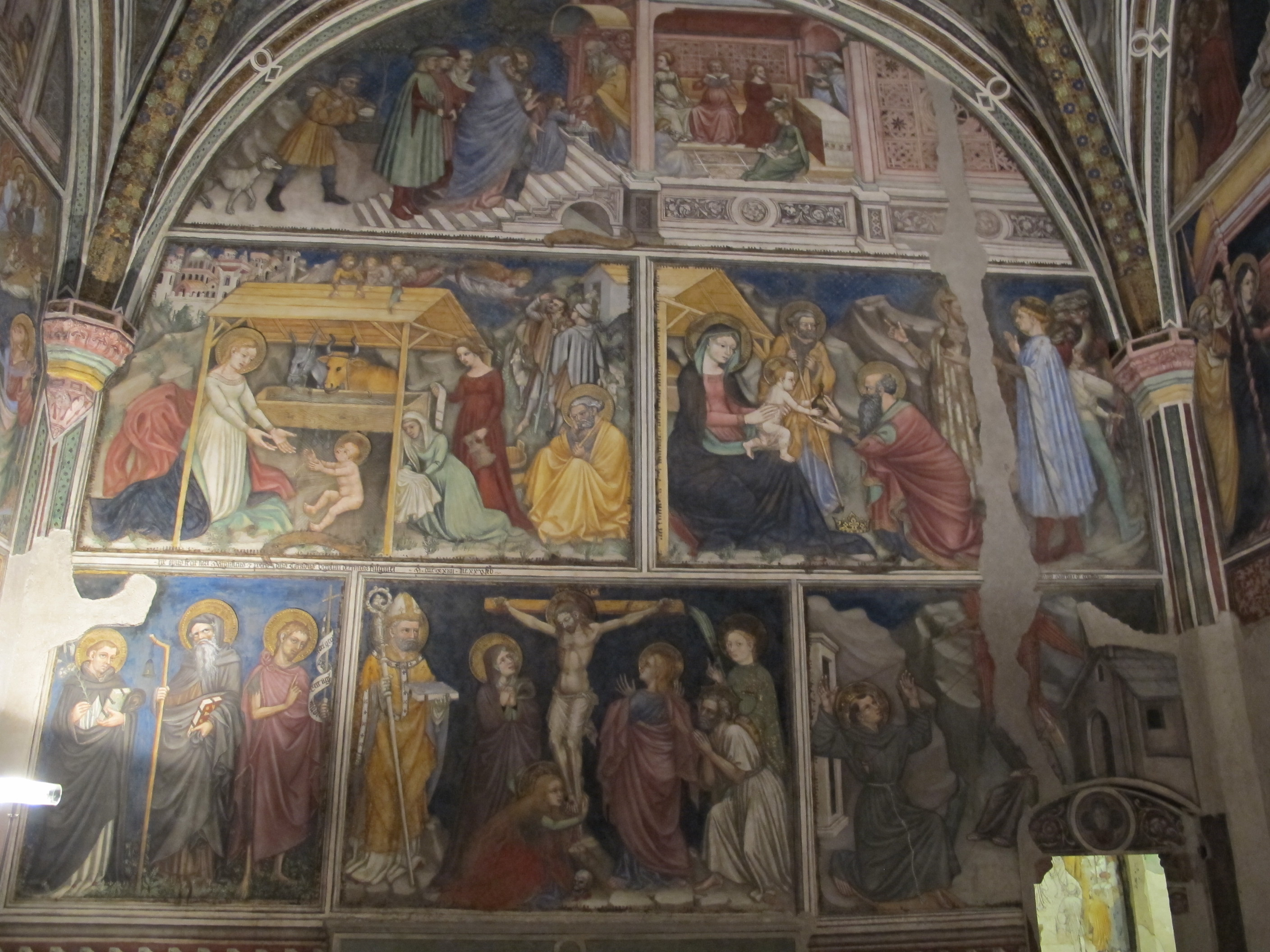
Оттавиано Нелли. Фрески капеллы. 1421—1424
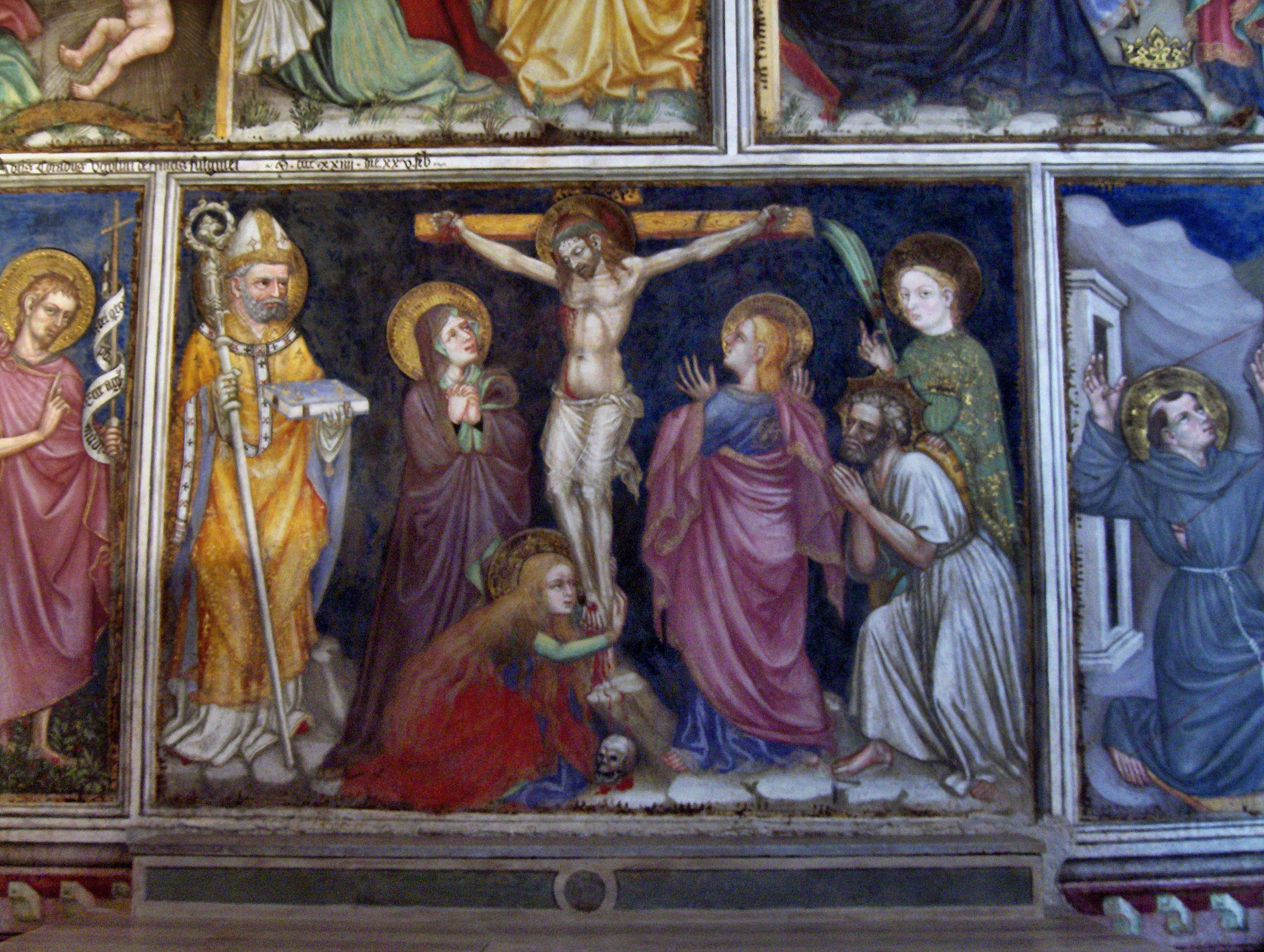
Капелла. Распятие с архиепископом Яковом Ворагинским с книгой «Золотая легенда» в руке.
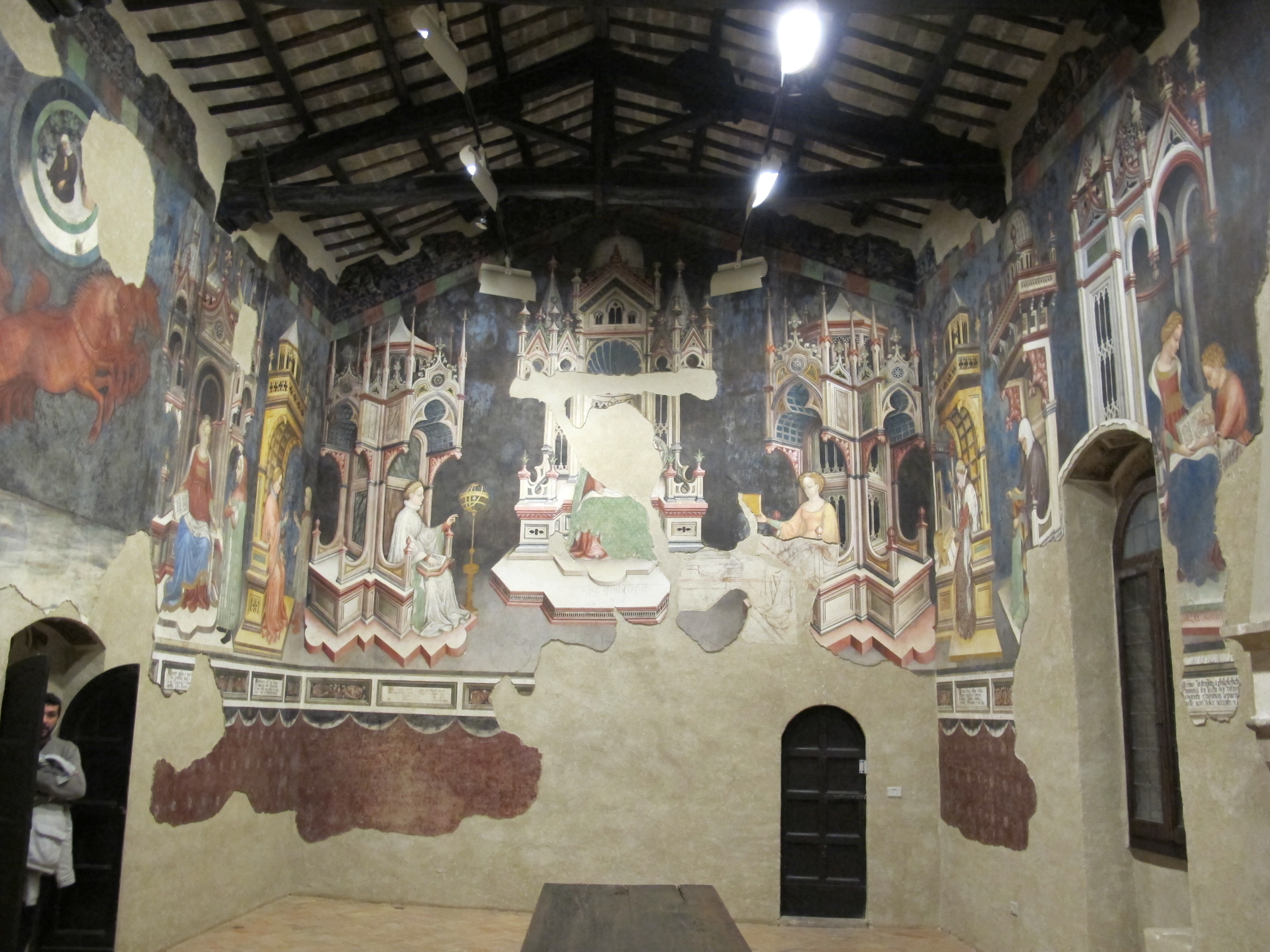
Зал свободных искусств и планет. 1411
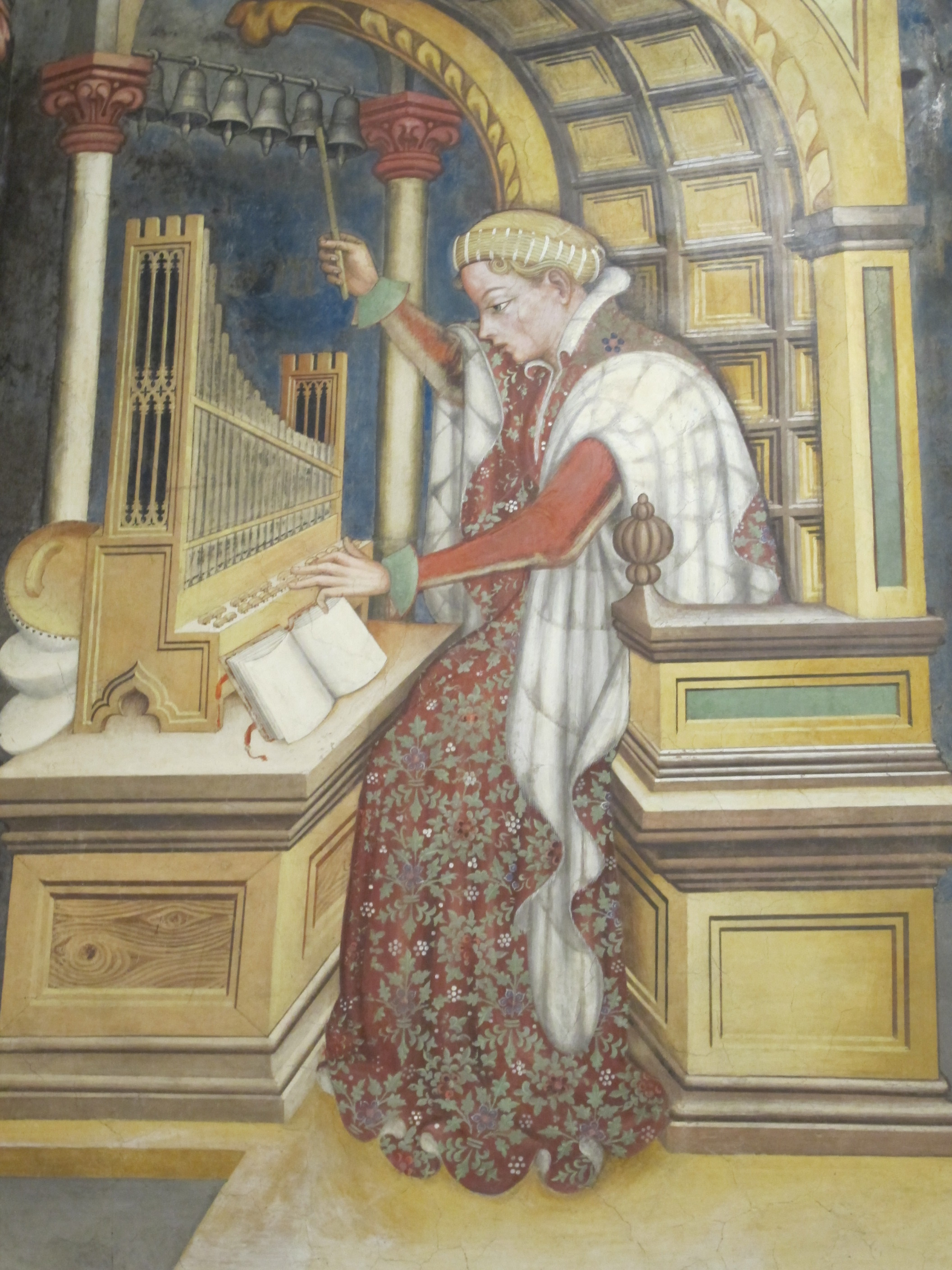
Деталь росписи. Музыка
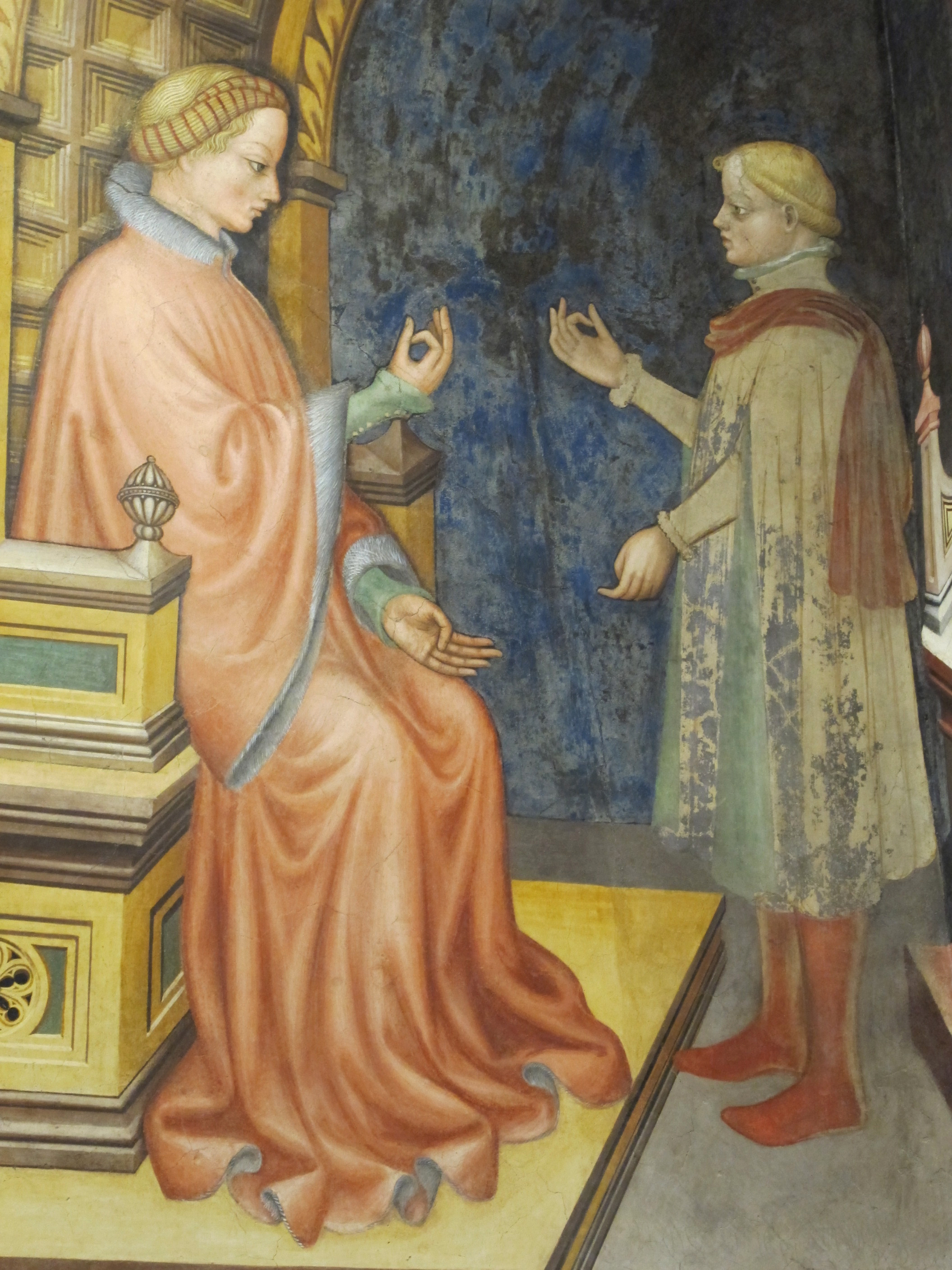
Арифметика
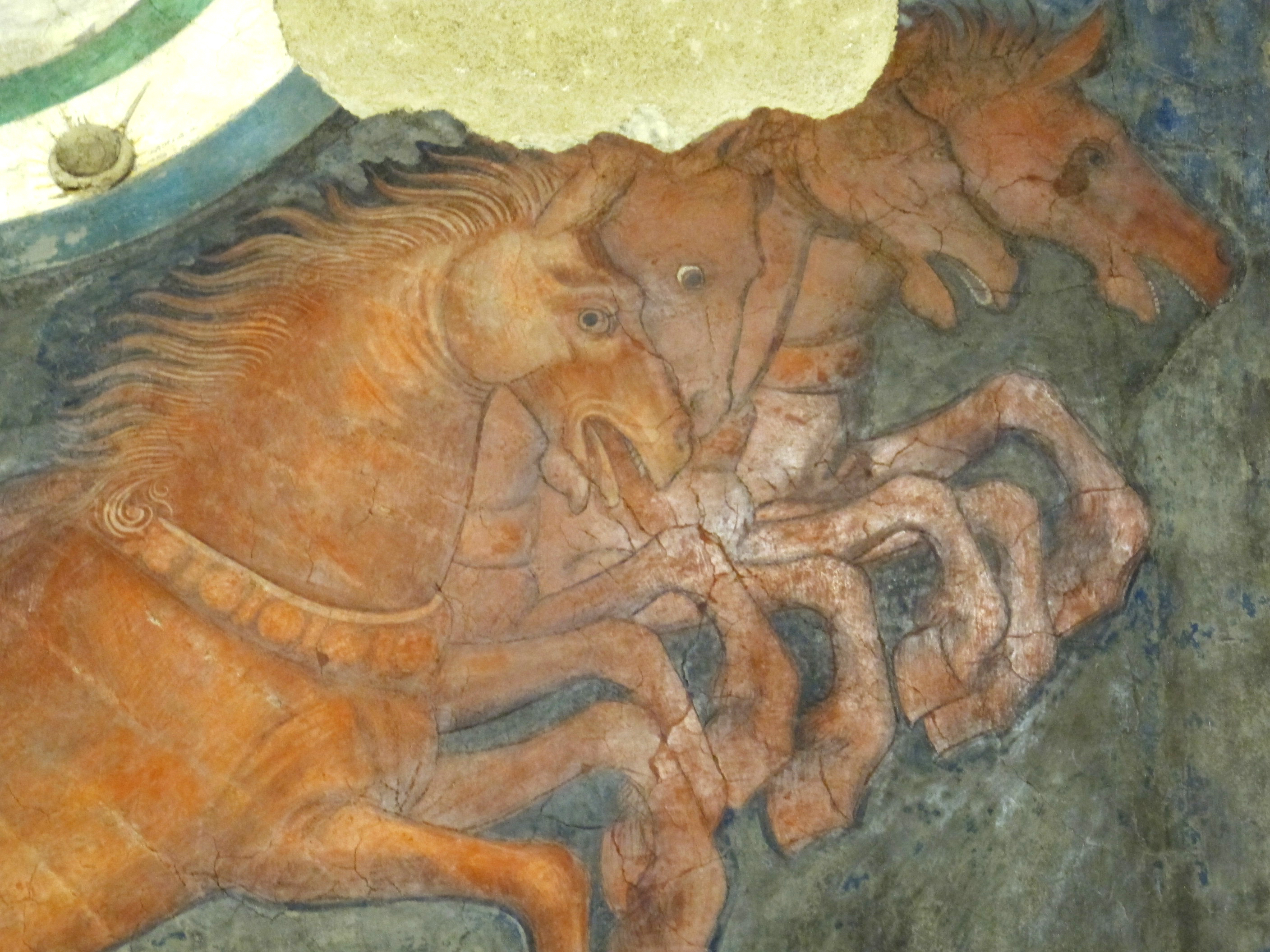
Деталь росписи (Солнце)
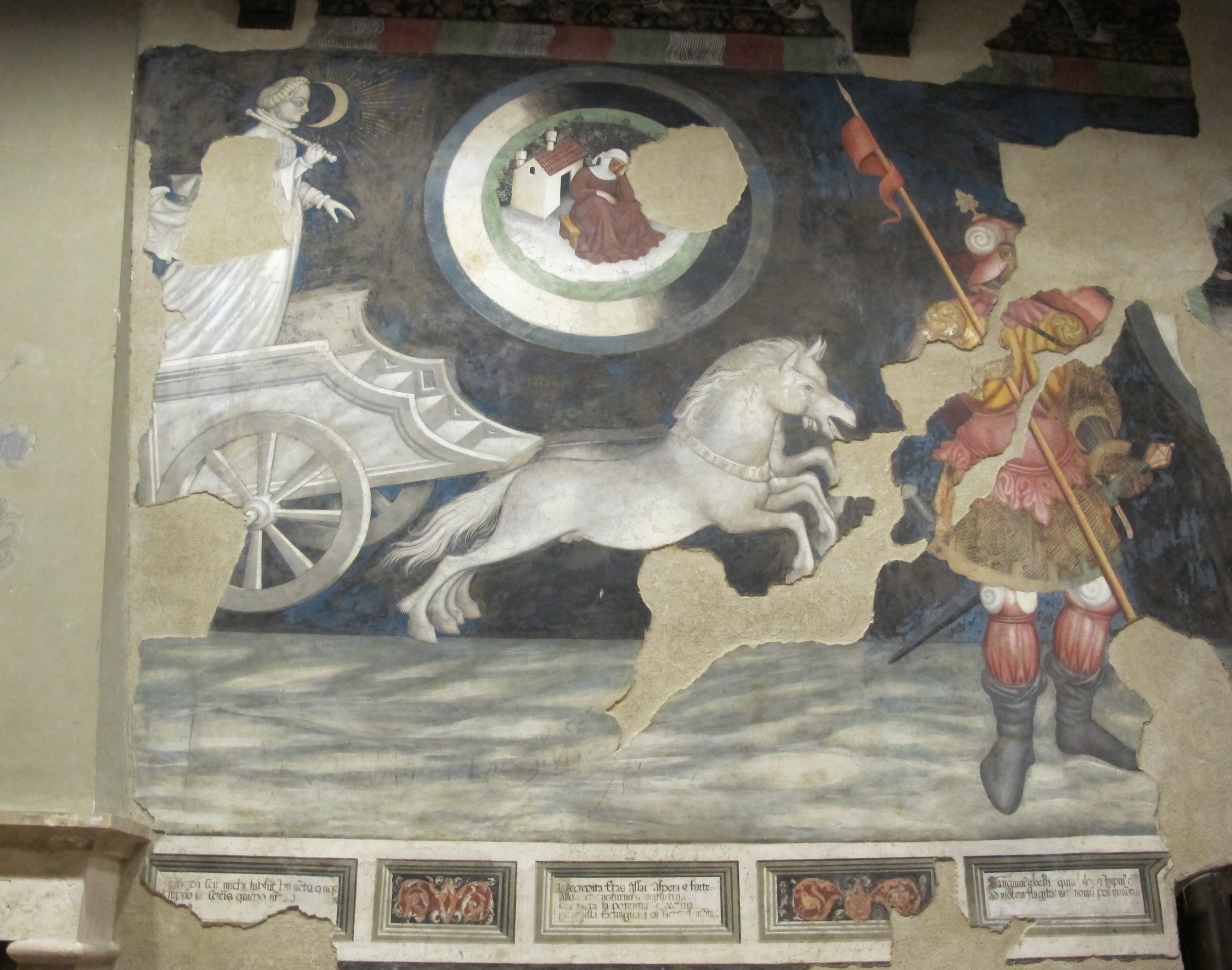
Луна и Марс
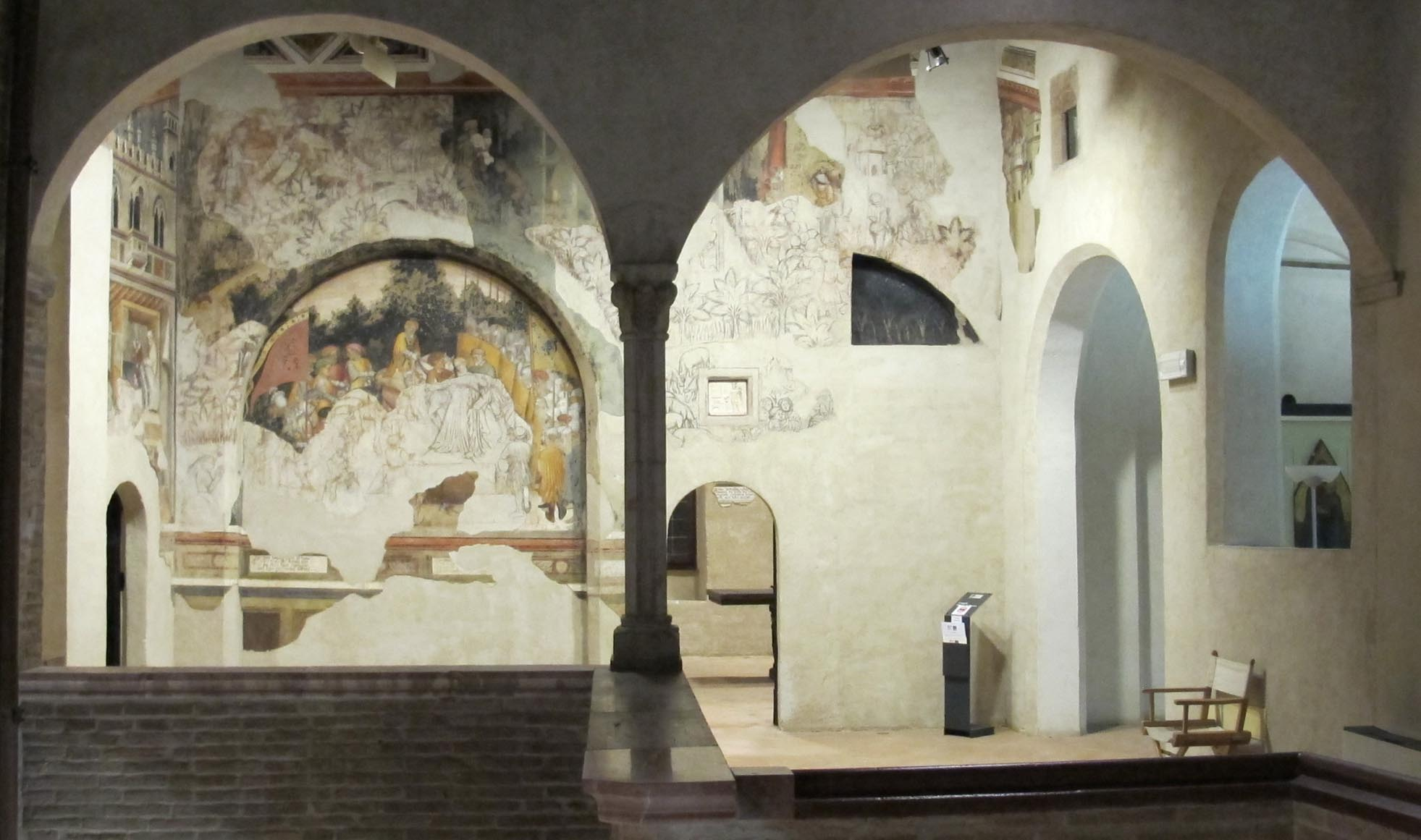
Лоджия Ромула и Рема
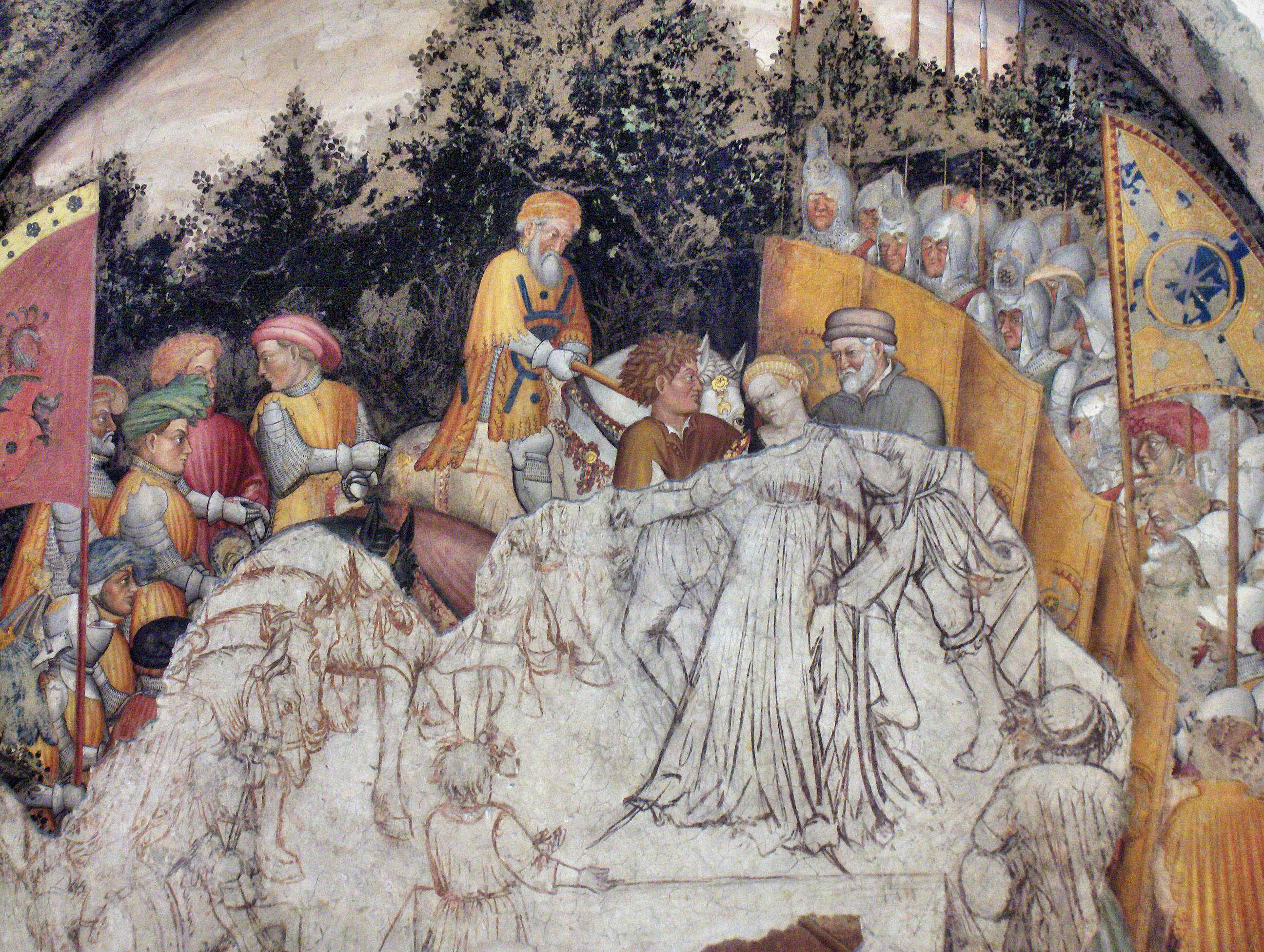
Джентиле да Фабриано. Основание Рима. Деталь незаконченной фрески и синопия
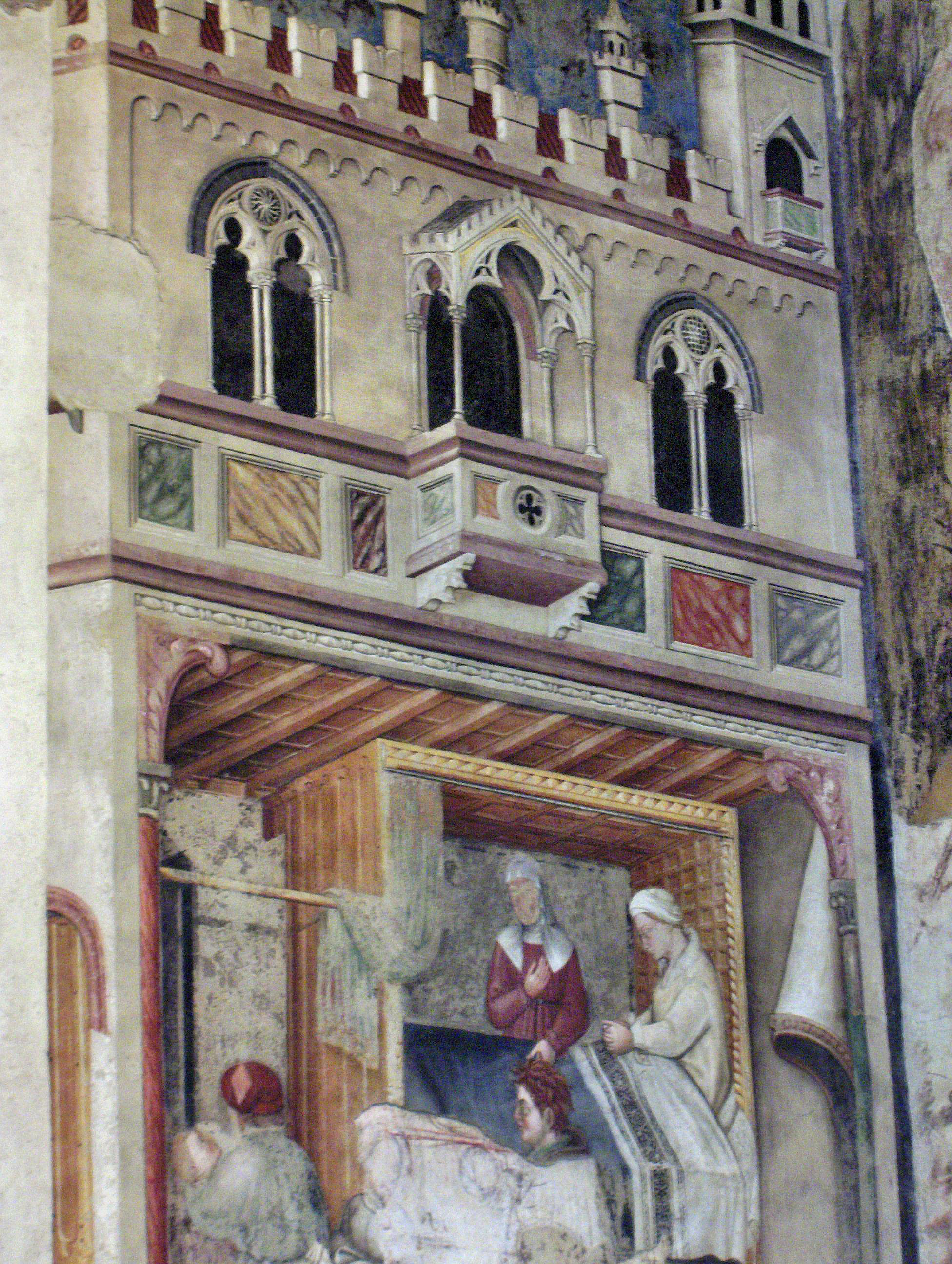
Джентиле да Фабриано. Нахождение Ромула. Деталь фрески
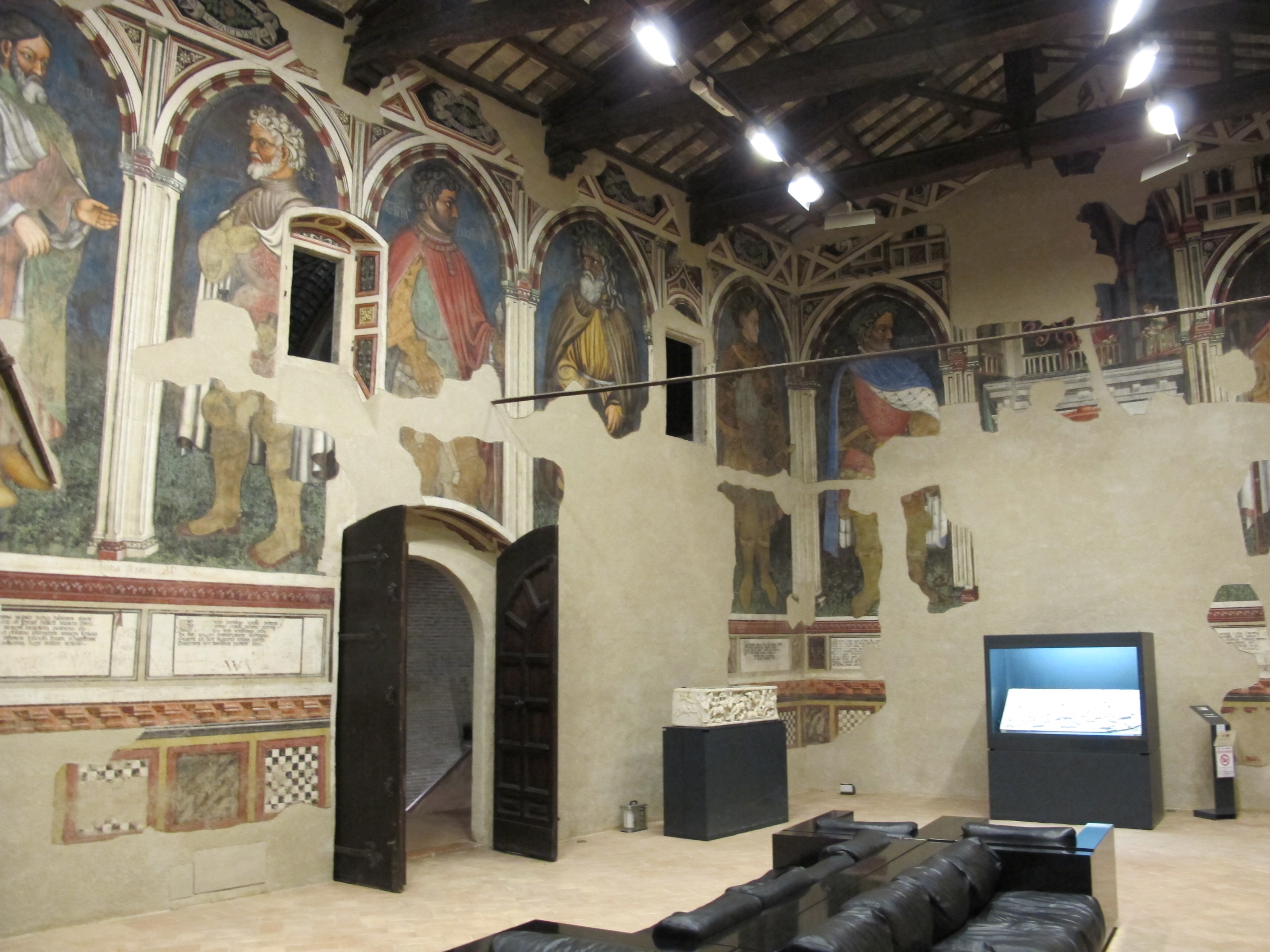
Зал гигантов, или Зал императоров
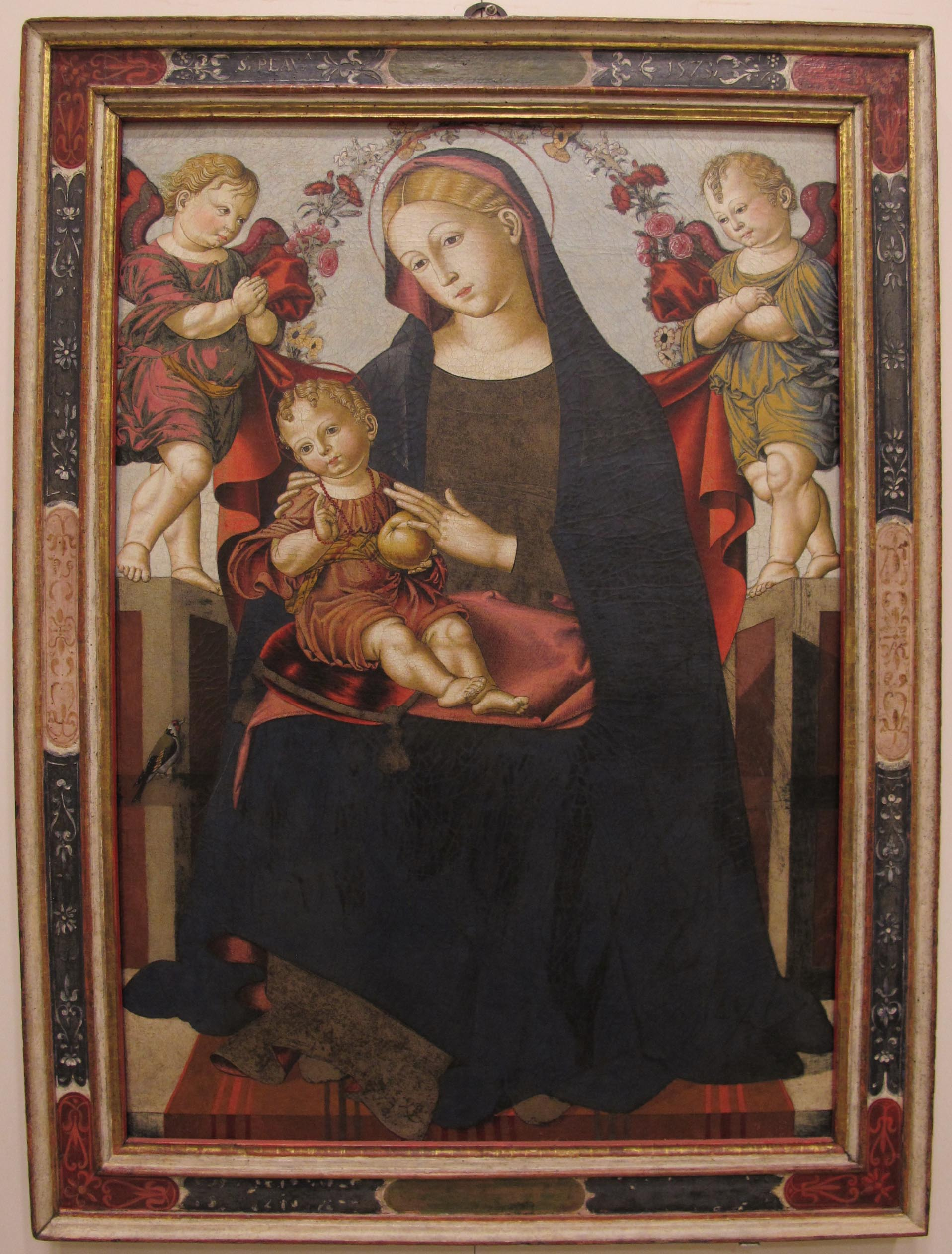
Бернардино ди Мариотто. Мадонна с Младенцем на троне и ангелы. Ок. 1550. Пинакотека дворца